# Markus Henssler
Markus Henssler (* 13. Mai 1971 in Waiblingen) ist ein deutscher Autor, Journalist, Regisseur und Reporter.

## Leben und Karriere
Henssler wurde in Waiblingen im Rems-Murr-Kreis bei Stuttgart geboren. Nachdem er das Berufskolleg in Backnang verließ, leistete er seinen Zivildienst beim Caritasverband Stuttgart. Ein zweijähriges Volontariat leistete er bei RTL Radio in Stuttgart. Anschließend ging er zu Antenne 1, da aus medienpolitischen Gründen der RTL-Standort schließen musste. Danach machte Henssler eine eineinhalbjährige Weltreise. Dort bekam er die Inspiration und die Ideen für spätere Reportagen. Zurück in Deutschland stieg er bei der Kölner Produktionsgesellschaft crea-tv ein und agierte als Manager von Verona Feldbusch. Wegen privaten Gründen lebte er vier Jahre in Italien am Comer See. Er ist Autor des Buches Alphabet der Liebe.
Als Regisseur war Henssler 2005 im Dokumentarfilm Der bescheidene Prinz tätig. Es folgten einige Reportagen für verschiedene Formate der Infotainmentsendung Galileo und Dokuserien für VOX und SWR. Für die 2009 erschienene Reportage Estevan Toubape – Rollis für Afrika wurde er mehrmals ausgezeichnet. Seit 2010 ist er für Ausgaben der  Reihe TURBO – Das Automagazin auf SPORT1 verantwortlich. Neuerdings ist er bei Abenteuer Leben auf Kabel 1 zu sehen, wo er unter anderem Gadgets testet.
Henssler ist Fan des Fußball-Bundesligisten VfB Stuttgart und Mitgründer der mitesszentrale. Er ist verheiratet und Vater einer Tochter.

## Auszeichnungen
- Katholischer Medienpreis 2010 für die SWR-Reportage Rollis für Afrika
- Robert-Bosch-Journalistenpreis 2010 für die SWR-Reportage  Rollis für Afrika